# Багаутдинова, Минихана Ишмухаметовна
Багаутдинова Минихана Ишмухаметовна (родилась 10.9.1953, с. Юлуково Гафурийского района БАССР) — педагог, кандидат филологических наук (1997), народный учитель Республики Башкортостан (2008), заслуженный учитель Республики Башкортостан (1992), отличник народного просвещения РСФСР (1988), почётный работник общего образования Российской Федерации (2005); лауреат премии имени З.Биишевой (2007).

## Биография
Минихана Ишмухаметовна Багаутдинова родилась 10 сентября 1953 года в д.Юлуково Гафурийского района Республики Башкортостан. В 1961—1969 годах училась в Юлуковской средней школе, затем в Ишимбайской гимназии (1969-71). В 1976 году закончила филологический факультет Стерлитамакской государственной педагогической академии.
Работала в 1976-79 годах учителем русского языка и литературы, заместителем директора по учебно-воспитательной работе Калкашевской средней школы Стерлибашевского района. С 1980 преподаёт в средней общеобразовательной школе № 1 с.Стерлибашево Стерлибашевского района, в 1986 году назначается заместителем директора по учебно-воспитательной работе, а с 1993 года работает директором школы.
С 2008 года является заведующим отделом экспертизы и аттестации Института развития образования РБ в Уфе, с 2011 года старший научный сотрудник Института истории, языка и литературы УНЦ РАН.

## Научная деятельность
Является автором 47 научных статей, 15 учебно-методических пособий. Особое значение она придавала преподаванию башкирского языка на основе «Диалога культур», определению самой сути смысла усваиваемых понятий в контексте современной культуры как основы реального развития творческого мышления. Она имеет определённые научные наработки по формированию этнолингвокультурологической компетенции учащихся. Более 25 лет Багаутдинова со своими учениками изучала и собирала фольклор Стерлибашевского района, топонимику родного края. Результатом многолетних исследований явились монографии «Этнографическая лексика башкирского языка» и «Башкирско-русский словарь этнокультуроведческой лексики», изданный в рамках Федеральной целевой программы «Культура России», методическое пособие «Нетрадиционные уроки по башкирскому языку и литературе».